# Madeleine Erickson
Madeleine Erickson (* 9. April 1898 in Paris; † 16. November 1971 in Créteil) war eine französische Schauspielerin.

## Karriere
Ihr Filmdebüt gab Madeleine Erickson 1920 in René Leprinces La force de la vie. Es folgten Marcel Dumonts Film Irène und Leprinces Melodram Face à l'océan, in dem sie als Fischerstochter Louise Kermarech einen jungen Seemann heiratet. Weitere Rollen sind die Fanny in Les parias de l'amour (1921) von Paul Garbagni und die Prunette in Rapax von Garbagni und Jean Faber. Neben Gina Manès spielt sie 1923 in René Le Somptiers Dumas-Verfilmung Die Dame von Monsoreau die Gertrude. Ihr Entdecker René Leprince besetzt sie auch als Conception in Le vert galant, als  Betty in Un bon petit diable und in L'empereur des pauvres, in dem sie erstmals neben dem Stummfilmstar Léon Mathot auftritt. Neben Mathot hat sie in Jean Epsteins Treues Herz 1924 eine Nebenrolle. Ihr schönster Erfolg wird die Manette an der Seite von Mathot in Leprinces Claude-Tillier-Verfilmung Mon oncle Benjamin (1924). In ihrem letzten Film Der Maler und sein Modell von Jean Manoussi spielen Madeleine Erickson und Léon Mathot erneut die Hauptrollen.